# Леопон
Леопон — це гібрид великих кішок між самицею лева і самцем леопарда. 

## Зовнішній вигляд
Голова леопона нагадує левову, тоді як решта частин тіла нагадує пардуса. За розмірами леопони більші за леопардів, але менші левів. Самці леопонів можуть мати гриву близько 20 см завдовжки, коричневі (рідше чорні) плями і хвости з пензликом як у левів.

## Розведення
Перший випадок народження леопона задокументований в 1910 році в індійському місті Колхапур, штат Бомбей. З двох кошенят вижило лише одне (перше померло у віці 2,5 місяців). Британський зоолог Реджинальд Інес Покок описав дитинча в 1912 році. Вчений писав, що кошенята мало схожість з леопардом, але плями по його боках були менші і ближчі один до одного, ніж у індійського леопарда, та були коричневими і нечіткими, як плями неповнолітнього лева. Плями на голові, спині, животі і ногах були чорні та різні за розміром. Хвіст був плямистий зверху і смугастий внизу, закінчувався пензликом чорної шерсті. Підгруддя було брудно-біле, вуха мали широку чорну смугу, але не було білої плями як у леопардів. Череп і шкіра леопона з Колхапур зберігаються в Британському музеї. 
Згодом леопонів почали розводити в більшості великих зоопарків Європи, зокрема, в Італії та Німеччині. Карл Хагенбек, який описав багато різних гібридів, відзначив народження леопонів в Гамбурзькому зоопарку в Німеччині, хоча жоден з них не дожив до зрілості.
У японському заповіднику на острові Хонсю вчені досягли більших успіхів в порівнянні з зоопарками Німеччини. Перші 2 кошеняти з'явилися на світ в 1959 році в японському місті Ніномія в парку Koshien Hanshin; в 1962 році народилося ще 3. Батьками стали левиця Соноко та леопард Канео. Дитинчата були безплідними. Останнє померло в 1985 році. Довжина самиць становила 1,4-1,6 м, самців 1,5 - 2,4 м. Всі леопони відмінно лазили по деревах і проводили багато часу у воді.